# Гайда Роман Пантелеймонович
Ґайда Роман Пантелеймонович (* 1928 — 1998) — український вчений-фізик, доктор фізико-математичних наук (Інститут прикладних проблем механіки і математики імені Я. С. Підстригача НАН України, Інститут фізики конденсованих систем НАН України). Професор.

## Біографічні відомості
Народився Роман Ґайда 9 жовтня 1928 р. в селі Підмихайля біля Калуша (тепер Івано-Франківська область) у родині вчителів. Здобувати середню освіту йому довелося в бурхливі й трагічні роки Другої світової війни. Навчався у Приватній українській школі ім. М. Шашкевича (1938–39) та в Українській державній гімназії (1941—1943) у Станіславові, а закінчував середню школу в Калуші вже за радянської окупації—другої та довготривалої. Однак винесена з батьківського дому українська національна свідомість підтримувала його віру в краще, вільне майбутнє свого народу навіть у найпохмуріші роки більшовицького терору, стимулювала до наполегливої праці, спрямованої на розвій української науки, освіти, культури.
У 1946 р. Ґайда розпочав навчання на фізико-математичному факультеті Львівського університету. Отримавши диплом з відзнакою, навчався протягом 1951—1954 рр. в аспірантурі на кафедрі теоретичної фізики. Керівником його дипломної та дисертаційної робіт був професор Василь Міліянчук (1905—1958), український фізик-теоретик, відомий своїми працями з квантової теорії атомних спектрів, який справив значний вплив на формування Львівської школи теоретичної фізики. Згодом Роман Ґайда накреслить привабливий портрет свого вчителя у статтях [1,2].
Захистивши у травні 1954 р. кандидатську дисертацію, присвячену проблемам квантової електродинаміки, Р. Ґайда працює у Львівському університеті спершу доцентом (1955—1973), а потім завідувачем кафедри теоретичної фізики. Його лекції вирізняються чіткістю і прозорістю викладу, глибоким проникненням у фізичну суть явищ, логікою і послідовністю переходів від одної теми до іншої. Педагогічну майстерність Р. Ґайди віддзеркалюють два написаних ним підручники для високої школи. Його «Атомна фізика» [3] використовувалась у викладанні цього курсу далеко за межами України. Стислий конспект лекцій Ґайди для студентів-математиків «Вступ до теоретичної фізики» [4] містить багато цікавих ідей щодо фізичних та математичних основ класичної механіки, які згодом відобразились і в його дослідницьких студіях. На початку 70-х років він організує на кафедрі теоретичної фізики постійний науковий семінар з питань релятивістичної механіки. Серед перших учасників його семінару — тодішні студенти Юрій Ключковський, Валерій Гайдак, Богдан Калиняк, Ірина Губич, Ярослав Комарницький, Тарас Крохмальський, Володимир Третяк.
Від жовтня 1973 р. Роман Ґайда проводить 6 місяців як стипендіят ЮНЕСКО у Ягеллонському університеті (Краків). Вислідом цього відрядження стала опублікована в журналі «Acta Physica Polonica» праця [5], яка містила основи лагранжевого формулювання релятивістичної динаміки системи частинок — напрямку, розвиткові якого Роман Ґайда присвятив решту свого життя.
Однак діяльність українського вченого-патріота, людини з європейським світобаченням, у стінах Львівського університету, здомінованого в ті роки «ідеологами» пристосованцями та відвертими ворогами української культури, не могла бути безхмарною. Знеохочений бюрократичними перепонами, прагнучи цілковито віддатися науковим студіям та допомогти своїм учням, Ґайда приймає пропозицію Ярослава Підстригача, академіка АН УРСР та директора щойно створеного Інституту прикладних проблем механіки і математики, і в 1978 р. переходить на посаду старшого наукового співробітника цього інституту. Тут він розгортає широкомасштабні дослідження релятивістичної теорії прямих міжчастинкових взаємодій, організовує дослідницьку групу з питань релятивістичної механіки. Спершу в цій групі працюють Юрій Ключковський і Володимир Третяк, згодом до них приєднуються випускники Львівського університету Аскольд Дувіряк, Юрій Яремко, Петро Навроцький, Володимир Шпитко. 12 червня 1985 р. Роман Ґайда захищає докторську дисертацію на тему: «Релятивістична класична теорія прямих взаємодій частинок у тривимірному формулюванні» (Ін-т фізики Білоруської АН, Мінськ). Конфлікт з партійним керівництвом інституту змушує його перейти на посаду завідувача кафедри фізики Львівського зооветеринарного інституту, на якій він працював упродовж 1986—1991 років. У 1991 р. професор Ґайда приходить на роботу в Інститут фізики конденсованих систем АН України, де завідує відділом теорії релятивістичних систем. У цьому інституті Р. Ґайда працював до останніх днів свого життя.

## Наукова діяльність
Наукові інтереси Романа Ґайди формувалися у школі професора Міліянчука і спершу зосереджувалися на фундаментальних питаннях квантової механіки та квантової теорії поля. У 50-ті роки він займався дослідженнями квантово-механічної теорії розсіяння у застосуванні до опису міжмолекулярних взаємодій, потім перейшов до розгляду зіткнень між частинками з точки зору квантової теорії поля. У 60-ті роки дослідник розвиває скалярну квантову електродинаміку та вивчає взаємодію між скалярними частинками і електронами.
Відомі концептуальні проблеми квантової теорії поля спонукали в той час багатьох теоретиків до пошуків альтернативних шляхів опису явищ у фізиці високих енергій. Роман Ґайда спрямовує свої зусилля на дослідження феноменологічного опису релятивістичних систем взаємодіючих частинок, який би базувався на загальних принципах релятивістичної інваріянтности, причинности і тому подібних. Він запропонував оригінальний підхід до побудови такої теорії, що виходить з класичного лагранжевого формалізму та дозволяє єдиним самоузгодженим чином описати широкий клас явищ та процесів у релятивістичній динаміці. Глибоке проникнення в фізичну суть проблеми, залучення своєрідного математичного апарату, ретельне вивчення літератури предмету дало змогу професорові Ґайді разом з учнями і співробітниками розвинути Пуанкаре-інваріянтну класичну лагранжеву механіку з вищими похідними в послідовну теорію, яка дає змогу уніфікувати різні формалізми релятивістичного опису прямих взаємодій: інтеграли дії типу Фоккера, ньютонову і гамільтонову механіки. 
Першим важливим досягненням Романа Ґайди в цьому напрямку було опрацювання поняття наближеної Лоренц-інваріянтности та його застосування для побудови слабкорелятивістичної (класичної і квантової) механіки системи частинок [6,7]. Певний підсумок цього нурту досліджень підведено у огляді [8], який є найчастіше цитованою працею Р. Ґайди. 
Прагнення поширити свій підхід за межі першого пост-ньютонового наближення приводить Ґайду до формулювання тривимірного Пуанкаре-інваріянтного лагранжевого опису в релятивістичній теорії прямої взаємодії між частинками [5]. Подальші студії, проведені ним у співпраці з Ю. Ключковським і В. Третяком, продемонстрували ефективність і загальність цього формалізму, який дозволяє розглядати релятивістичні системи прямо взаємодіючих частинок у рамах єдиної логічної схеми. 
Релятивістичний лагранжів формалізм дає одно часовий тривимірний опис системи частинок, що базується на умовах Пуанкаре-інваріянтности, сформульованих у термінах векторних полів Лі-Беклунда. Фундаментальною рисою цього формалізму є залежність функції Лагранжа від зліченна нескінченної множини змінних: просторових координат частинок та їх похідних за часом усіх порядків [9,10]. Неусувна залежність лагранжіяну взаємодії від вищих похідних (прискорень) проявляється вже в другому пост-ньютоновому наближенні для загального статичного не релятивістичного потенціялу і навіть у першому пост-ньютоновому наближенні, якщо допустити залежність не релятивістичного (Галілей-інваріянтного) лагранжіяну взаємодії від відносних швидкостей [10,8]. 
З іншого боку, було показано, що багаточасові інтеграли дії типу Фоккера можна подати у формі одночасової дії з нелокальним (у часі) лагранжіяном, який забезпечує ефективний засіб як для розгляду різних наближень, так і для переходу до предиктивного релятивістичного опису (рівняння руху типу Ньютона) і гамільтонового формулювання. Нелокальні лагранжіяни, що відповідають явно Пуанкаре-інваріянтним інтегралам дії типу Фоккера, задовольняють умови Пуанкаре-інваріянтности тривимірного лагранжевого опису, і застосування теореми Нетер дозволяє побудувати відповідні закони збереження: енергії, імпульсу, моменту імпульсу й інтегралу руху центра мас. Більше того, нелокальні одночасові лагранжіяни, побудовані на базі фоккерової дії, дають замкнену форму широкого класу точних розв'язків рівнянь, які виражають умови інваріянтности лагранжевого опису системи частинок відносно групи Пуанкаре [11,12,13]. Одночасовий лагранжів опис системи частинок з прямою взаємодією поширено на довільну форму релятивістичної динаміки, означену геометрично за допомогою просторово-подібних або ізотропних шарувань простору Мінковського [14,15]. 
Результати описаних досліджень викладено і в оглядових працях [16,17], які Р. Ґайда представляв на авторитетних міжнародних конференціях у Протвіно (1984) та Флоренції (1986). У нурті цих студій були захищені кандидатські дисертації Ю. Ключковського (Київський ун-т, 1978) і В. Третяка (Ін-т фізики високих енергій, Протвіно , 1982), виконані під керівництвом Р. Ґайди.  
Ще один напрямок вивчення релятивістичних систем частинок, що посідав вагоме місце у науковій творчості Р. Гайди, пов'язаний з проблемою відділення руху системи як цілого від внутрішніх рухів її складових шляхом введення відповідних змінних центра мас. Ще у 1977 р. він запропонував цю тему (в рамках першого пост-ньютонівського наближення релятивістичного гамільтонового опису системи двох частинок) для дипломної роботи Т. Крохмальського. Результати їх досліджень опубліковано в праці [18]. Згодом Р. Ґайда не раз повертався до цієї теми, розглядаючи застосування побудованих змінних центра мас у проблемі електромагнітного випромінювання в системі двох зарядів [19], поширюючи розгляд на випадок системи N частинок зі спіном [20]. Важливе місце вона посідала й у вже згаданому огляді [8]. А у статтях Р. Гайди, В. Третяка і Ю. Яремка [21,22,23] та в кандидатській дисертації Ю. Яремка (Львівський ун-т, 1995), якою керував професор Ґайда, ця проблема розглянута із зовсім нової точки зору в контексті релятивістичної лагранжевої механіки. 
Багато уваги та зусиль присвячував Р. Ґайда науковим студіям, які проводили його учні вже без безпосередньої участі професора. Це дослідження Пуанкаре-інваріянтних сингулярних лагранжіянів та просторовочасової інтерпретації релятивістичної гамільтонової механіки з в'язями (А. Дувіряк, Ю. Ключковський), формулювання релятивІстичного опису механіки суцІльного середовища (Ю. Ключковський, П. Навроцький), вивчення точно розв'язувальних класичних і квантових релятивістичних моделей систем частинок з часоасиметричними взаємодіями фоккерового типу (А. Дувіряк, В. Третяк, В. Шпитко), аналіз релятивістичних ефектів у термодинамічних властивостях системи взаємодіючих частинок (В. Третяк), математичні студії обертовних контактних перетворень та їх застосування в електродинаміці Вілера-Фейнмана (Ю. Яремко) та ін. Професор Ґайда був науковим керівником усіх держбюджетних тем і програм, в рамах яких проводились згадані дослідження. Під великим ідейним впливом Р. Гайди виконувались докторська дисертація В. Третяка (Львівський ун-т, 1996) та кандидатська дисертація В. Шпитка (Львівський ун-т, 1997; наукові керівники — І. Юхновський та В. Третяк). 
Сфера наукових інтересів професора Ґайди включала теж питання історії, філософії та методології фізики. Протягом останніх років він проводив ґрунтовне дослідження життя та наукової діяльності Івана Пулюя (1845—1918), яке привело до десятків публікацій у різноманітних виданнях — від щоденних газет до наукових часописів (а першою була стаття Р. Ґайди про цього визначного українського вченого і патріота у «Віснику Львівського університету» за 1969 р.). Захоплений величчю та багатогранністю постаті Івана Пулюя, професор Ґайда вважає своїм громадянським і професійним обов'язком довести до відома України і світу повну несфальшовану правду про цю видатну особистість. Він докладає величезних зусиль, щоб відзначення 150-річчя від дня народження Івана Пулюя відбулося на рівні, гідному як цієї великої людини, так і молодої Української держави. Професор Ґайда поринає в організаційну роботу, пов'язану з проведенням Міжнародної наукової конференції, присвяченої 150-річчю від дня народження Івана Пулюя (Львів, 23-26 травня 1995 р.; Тернопіль, 24-27 травня 1995 р.), працює в редакційній колегії «Збірника праць» І.Пулюя (К.: Рада, 1996), виступає перед науковою громадськістю, студентами, учнями. Закономірно, що на загальнонаціональному урочистому вечорі з нагоди 150-річчя від дня народження вченого, який відбувся 3 лютого 1995 р. в київському Будинку вчителя, саме Р. Ґайді випало виголосити слово про Івана Пулюя «Життя для науки й України». А поряд з цим тривала напружена дослідницька праця, пошуки в бібліотеках і архівах Львова, Києва, Праги, Відня, в архіві родини Пулюїв (Леондінг біля Лінца, Австрія). Вислідом цих студій стала фундаментальна монографія Р. Ґайди і Р. Пляцка «Іван Пулюй», яка у 1997 р. була подана до друку у видавництво НТШ [25]. Але за свого життя Романові Ґайді довелося побачити у друці лише один з її ключових розділів, виданий препринтом Інституту фізики конденсованих систем, у якому на унікальному архівному матеріялі автор дав глибокий аналіз одного з найскладніших і найбільш контроверсійних питань з галузі пулюєзнавства –  про роль Івана Пулюя у відкритті та дослідженні Х-променів. Знав він і про захоплені відгуки на цю працю, зокрема, професорів О. Біланюка (Свартмор, США) та Л. Даценка (Київ).

## Громадська діяльність
Роман Ґайда ніколи не замикався у «вежі зі слонової кістки» чистої науки. Він належав до тих, завдяки кому в роки більшовицького тоталітаризму фізичний факультет ЛДУ залишався українським навчальним закладом, де безроздільно панувала українська мова. Від самого початку послаблення комуністичного режиму професор Ґайда включається в активну науково-організаторську та політичну діяльність, спрямовану на відродження й утвердження української державности, повнокровний та всебічний розвій усіх ланок національної науки, культури, освіти. Він був депутатом від Руху Львівської міської ради першого демократичного скликання. Професор Ґайда належав до активних учасників відновлення діяльності Наукового Товариства ім. Шевченка у Львові 21.10 1989 р., очолював фізичну комісію НТШ від її створення 10.11 1989 до останніх днів життя та редагував «Фізичний збірник». Він обраний дійсним членом НТШ, а в 1992 р. відзначений медаллю імені Михайла Грушевського. 
Професор Ґайда був членом Українського фізичного товариства і Американського математичного товариства, входив до складу редакційних колегій «Українського фізичного журналу», «Condensed Matter Physics», «Світу фізики».

## Наукова спадщина
1. Гайда Р. П., Тацуняк П. І. З когорти фізиків // Аксіоми для нащадків: Українські імена в світовій науці. — Львів: Каменяр, 1991. — С. 143—151. Те ж. — Львів: Меморіал, 1992. — С. 252—260.
2. Ґайда Р. Василь Міліянчук — учений і педагог // Фізичний збірник. — Львів: НТШ, 1993. — Т. 1. — С. 409—416.
3. Гайда Р. П. Атомна фізика: Підручник для студентів фіз. спец. ун-тів. — Львів: Вид-во Львівського ун-ту, 1965. — 356 с.
4. Гайда Р. П. Вступ до теоретичної фізики: Учбовий посібник для студентів IV—V курсів механіко-математичного факультету університету. — Львів: Вид-во Львівського ун-ту, 1970. — 72 с.
5. Гайда Р. П. Трехмерная лагранжева формулировка релятивистской проблемы двух тел в классической механике // Acta Phys. Pol. В. — 1974. — Vol.5, No 5. — P.613-629.
6. Гайда Р. П. Наближена лоренц-інваріянтність і квазірелятивістські гамільтоніани. I. Класична механіка // Укр. фіз. журн. — 1974. — Т. 19, № 9. — С. 1517—1524. — Рос. мовою: Гайда Р. П. Приближенная лоренц-инвариантность и квазирелятивистские гамильтонианы. I. Классическая механика // Укр. физ. журн. — 1974. — Т.19, № 9. — C.I5I8-I525.
7. Гайда Р. П. Наближена лоренц-інваріянтність і квазірелятивістські гамільтоніани. II. Квантова механіка безспінових частинок // Укр. фіз. журн. — 1974. — Т. 19, № 9. — С. 1525—1531. — Рос. мовою: Гайда Р. П. Приближенная лоренц-инвариантность и квазирелятивистские гамильтонианы. II. Квантовая механіка бесспиновых частиц // Укр. физ. журн. — 1974. — Т.19,№ 9. — С.1526-1532.
8. Гайда Р. П. Квазирелятивистские системы взаимодействующих частиц // Физика элементарных частиц и атомного ядра. — 1982. — Т. 13, вып. 2. — С. 427—493. — Англ. мовою: Quasirelativistic systems of interacting particles // Sov. J. Part. Nucl. — 1982. — V.13. — P. 179.
9. Гайда Р. П., Ключковский Ю. Б., Третяк В. И. Лагранжева классическая релятивистская механика системы прямо взаимодействующих частиц. I // Теор.мат.физ. — 1980. — Т. 44, № 2. — С.194-208. — Англ. мовою: R. P. Gaida, Yu. B. Klyuchkovskii, V. I. Tretyak, Lagrangian classical relativistic mechanics of a system of directly interacting particles. I // Theor. Math. Phys. — 1980. — V. 44, No 2. — P. 687—697.
10. Гайда Р. П., Ключковский Ю. Б., Третяк В. И. Лагранжева классическая релятивистская механика системы прямо взаимодействующих частиц. II// Теор.мат.физ. — 1980. — Т. 45, № 2. — С.180-198. — Англ. мовою: R. P. Gaida, Yu. B. Klyuchkovskii, V. I. Tretyak, Lagrangian classical relativistic mechanics of a system of directly interacting particles. II // Theor. Math. Phys. — 1980. — V. 45, No 2. — P. 963—975.
11. Gaida R.P., Tretyak V.I. Single-time form of the Fokker-type relativistic dynamics. I //Acta Phys.Pol. B. — 1980. — Vol. 11, No 7. — P. 509—522.
12. Tretyak V.I., Gaida R.P. Symmetries and conservation laws in the single-time Lagrangian form of the Fokker-type relativistic dynamics. II //Acta Phys.Pol. B. — 1980. — Vol. 11, No 7. — P. 523—536.
13. Gaida R., Tretyak V. Symmetries of the Fokker-type relativistic mechanics in various form of dynamics // J. Nonlin. Math. Phys. — 1996. — V.3, No.3. — P.357-371.
14. Гайда Р. П., Ключковський Ю. Б., Третяк В. І. Форми релятивістської динаміки в лагранжевому описі системи частинок // Доповіді АН УРСР. Сер. «А». — 1932, № 5. — С.6-9. — Рос. мовою: Гайда Р. П., Ключковский Ю. Б., Третяк В. И. Формы релятивистской динамики в лагранжевом описании системы частиц // Доклады АН УССР. Сер. «А». — 1932, № 5. — С.7-10.
15. Гайда Р. П., Ключковский Ю. Б., Третяк В. И. Формы релятивистской динамики в классическом лагранжевом описании системы частиц // Теор.мат.физ. — 1983. — 55, № 1. — C.88-105. — Англ. мовою: R. P. Gaida, Yu. B. Klyuchkovskii, V. I. Tretyak, Forms of relativistic dynamics in the classical Lagrangian description of a system of particles. II // Theor. Math. Phys. — 1983. — V. 55, No 1. — P. 372—384.
16. Gaida R.P., Klyuchkovsky Yu.B., Tretyak V.I. Relativistic Lagrangian mechanics and other approaches in the direct interaction theory // Proc. Of the VII Seminar on Problems of High Energy Physics and Quantum Field Theory (Protvino, July 1984). — Serpukhov: IHEP, 1984. — Vol. 1. — P. 99-122.
17. Gaida R.P., Klyuchkovsky Yu.B., Tretyak V.I. Three-dimensional Lagrangian approach to the classical relativistic dynamics of directly interacting particles // Proceedings of the Workshop «Constraint's Theory and Relativistic Dynamics» (Florence, Italy, May 28-30, 1986) / G. Longhi and L. Lusanna, eds. — Singapore: World Sci. Publ., 1987. — P. 210—241.
18. Гайда Р. П., Крохмальский Т. Е. Приближенно релятивистские переменные центра масс для системы двух взаимодействующих частиц // Известия вузов. Физика. — 1980, № 10. — С. 49-53. — Англ. мовою: Approximate relativistic variables of the center of mass for a system of two interacting particles // Sov. Phys. J. — 1980. — P. 877—881.
19. Гайда Р. П. О релятивистских поправках к классической теории дипольного излучения // // Укр. физ. журн. — 1982. — Т.27, № 12. — C.1810-1812.
20. Гайда Р. П. О разделении внутреннего движения и движения центра масс в квазирелятивистской задаче N тел // Ядерная физика. — 1984. — Т. 39, вып. 2. — С. 478—485.
21. Гайда Р. П., Третяк В. І., Яремко Ю. Г. Змінні центра масс у релятивістській лагранжевій механіці системи частинок // Укр. фіз. журн. — 1991. — Т. 36, № 12. — С. 1807—1818.
22. Гайда Р. П., Третяк В. И., Яремко Ю. Г. Переменные центра масс в релятивистской лагранжевой динамике системы частиц // Теор.мат.физ. — 1994. — 101, № 3. — C.402-416. — Англ. мовою: R. P. Gaida, V. I. Tretyak, Yu. G. Yaremko, Center-of-mass variables in the relativistic Lagrangian dynamics of a system of particles. II // Theor. Math. Phys. — 1994. — V. 101, No 3. — P. 1443—1453.
23. Gaida R. P., Tretyak V. I., Yaremko Yu. G. Lagrangian and Hamiltonian center-of-mass variables in the relativistic two-body problem // Hadrons-94. Proc. of the Workshops on Soft Physics (strong interaction at large distances). Uzhgorod, Ukraine, September 7-11, 1994. / G.Bugrij, L.Jenikovsky, and E.Martynov, eds. — Kiev, 1994. — P.343-352.
24. Гаральд Іро. Класична механіка (Пер. з нім. Ґайда Р., Головач Ю.). — Львів: Вид-во Львівського ун-ту, 1999. — 464 с. https://www.livelib.ru/book/1000753312-klasichna-mehanika-garald-iro [Архівовано 2 лютого 2019 у Wayback Machine.]
25. Гайда Р., Пляцко Р. Іван Пулюй. 1845—1918 : життєписно-бібліографічний нарис / Роман Гайда, Роман Пляцко ; відп. ред. О. Купчинський. — Львів, 1998. — 284 с. — (Визначні діячі НТШ ; Вип. 7).